# Grande Prêmio da Bélgica de 2012
O Grande Prêmio da Bélgica de 2012  foi a décima segunda corrida da temporada de 2012 da Fórmula 1. Disputada no dia 2 de setembro em Spa-Francorchamps, Spa, Bélgica, teve como vencedor o britânico Jenson Button.

## Relatório

### Treino classificatório
Q1 — primeira parte

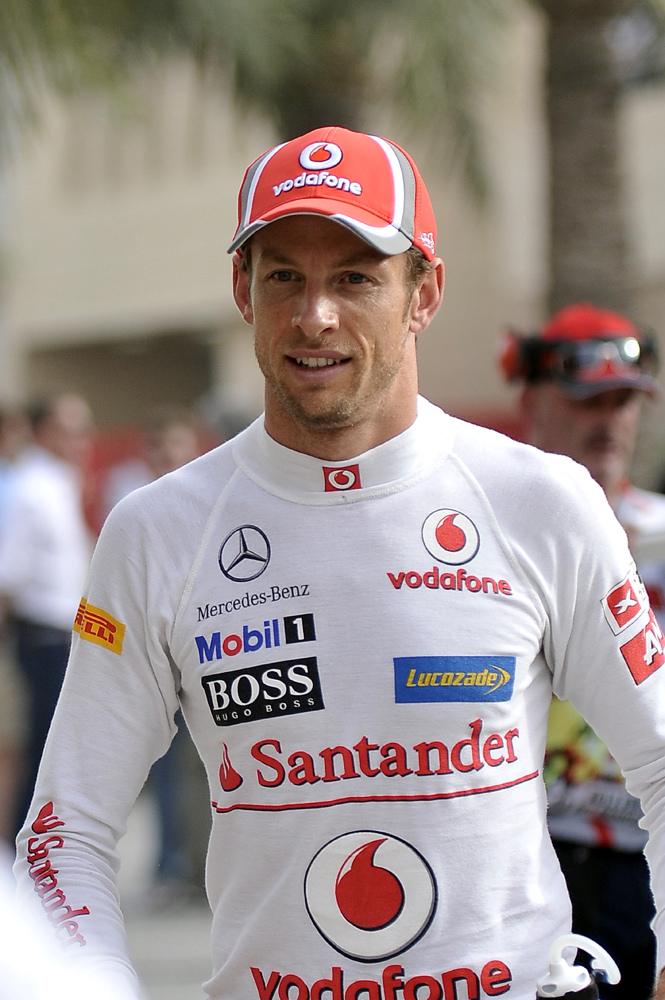
Button foi o pole position.

O classificatório teve início com pista seca e uma tímida aparição do Sol. Assim que foi dado o sinal verde pelo menos metade do grid foi para a pista. Entre os que foram para a pista primeiro Pérez marcou o melhor tempo com 1m49s642mil, quatro décimos mais rápido que Di Resta. Alguns minutos depois, em sua volta rápida, o inglês Hamilton não bateu o tempo da Sauber e ficou apenas na segunda posição.
Como choveu durante os treinos livres, os pilotos andaram pouco com pista seca e passou a ser imagem comum os carros escorregando e escapando levemente da pista, como aconteceu com Alonso, Massa, Senna, Grosjean, Karthikeyan e outros.
Quando faltavam oito minutos para o final do Q1 o espanhol Alonso conseguiu enfim melhorar o tempo de Pérez e fez 1m49s401mil, assumindo a liderança. Os brasileiros estavam mais atrás, com Senna em décimo e Massa em décimo segundo. Hamilton também superou o tempo de Pérez, mas não o de Alonso e ficou em segundo. Ambos foram superados por Button, quando fez 1m49s250mil há 6 minutos do fim.
Na reta final da primeira parte do treino, o venezuelano Maldonado marcou o tempo de 1m48s993mil e assumiu a liderança, que manteve até o fim. Brigando contra a eliminação estavam Kobayashi, Grosjean, Rosberg e Ricciardo, que se salvou no final com a sexta posição, fazendo com que Rosberg fosse eliminado na primeira parte da classificação juntamente com Kovalainen, Petrov, Glock, Pic, De la Rosa e Karthikeyan.
Q2 — segunda parte

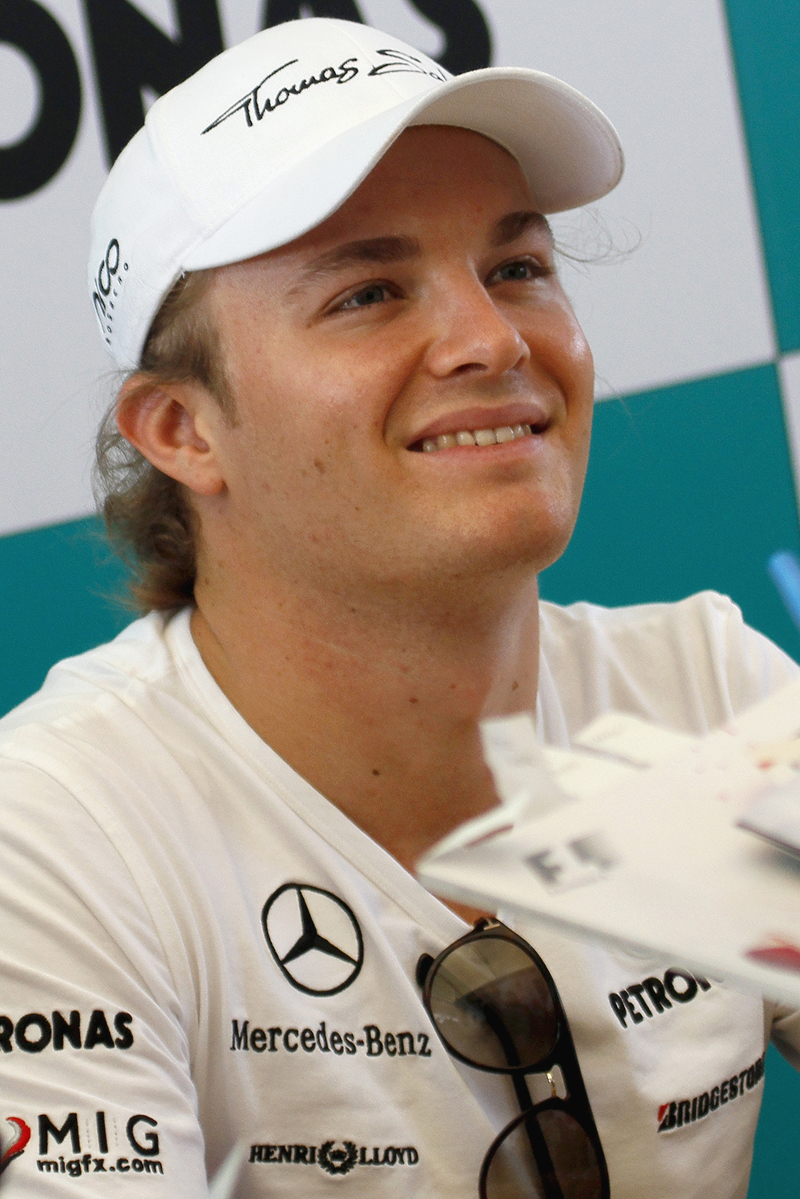
Rosberg foi punido.

Novamente Pérez da Sauber foi o primeiro piloto a marcar tempo, dessa vez com 1m48s880mil e com a companhia de Kobayashi e Di Resta. Dessa vez porém, sua liderança durou pouco, com Webber melhorando seu tempo em dois décimos e logo sendo superado por Alonso. Quando faltavam oito minutos para o final, Hamilton melhorou um décimo o tempo de Alonso e, em seguida, Raikkonen melhorou dois décimos o seu tempo, segurando a liderança. Faltando cinco minutos para o final da segunda parte do treino o inglês Button melhorou o tempo de Raikkonen em nove décimos, fazendo 1m47s654mil.
Button terminou o Q2 com a melhor volta, seguido por Perez e Raikkonen. Os eliminados da sessão foram Vettel, Hulkenberg, Schumacher, Massa, Vergne, Ricciardo e Senna.
Q3 — terceira parte
Ao ser iniciado o Q3 as McLarens mostraram algum domínio, com Button na primeira posição. Com pneus médios, que são os mais macios disponíveis na Bélgica, Raikkonen marcou o segundo tempo com 1m48s205mil, quase seis décimos mais lento que Button. Faltando três minutos para o final apenas essas duas voltas haviam sido computadas.
Em seguida, com apenas um minuto e meio para o fim do classificatório, todos os dez carros que restavam na disputa foram para a pista para abrir volta rápida próximo do momento em que o cronômetro seria zerado. Kobayashi conseguiu 1m47s871mil e foi o segundo colocado. Maldonado fez o terceiro tempo. Já Di Resta não conseguiu bater a primeira volta de Raikkonen e foi só o quinto, o mesmo acontecendo com Alonso.
Mais à frente, Button ratificou seu domínio melhorando seu tempo e marcando 1m47s573mil, sendo que os favoritos ficaram mais para trás. Kobayashi terminou no segundo lugar com Maldonado em terceiro, Raikkonen em quarto, Perez em quinto, Alonso em sexto, Webber em sétimo, Hamilton em oitavo, Grosjean em nono e Di Resta fechando os dez primeiros.
Punições
Rosberg da equipe Mercedes foi punido com a perda de cinco posições no grid por trocar a caixa de câmbio. Além dele, Webber recebeu a mesma punição pelo mesmo motivo. O venezuelano Maldonado foi punido por bloquear Hulkenberg durante o Q1 e perdeu três posições no grid.

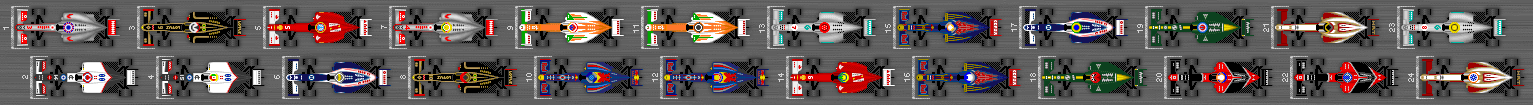
Grid para o GP da Bélgica

### Corrida

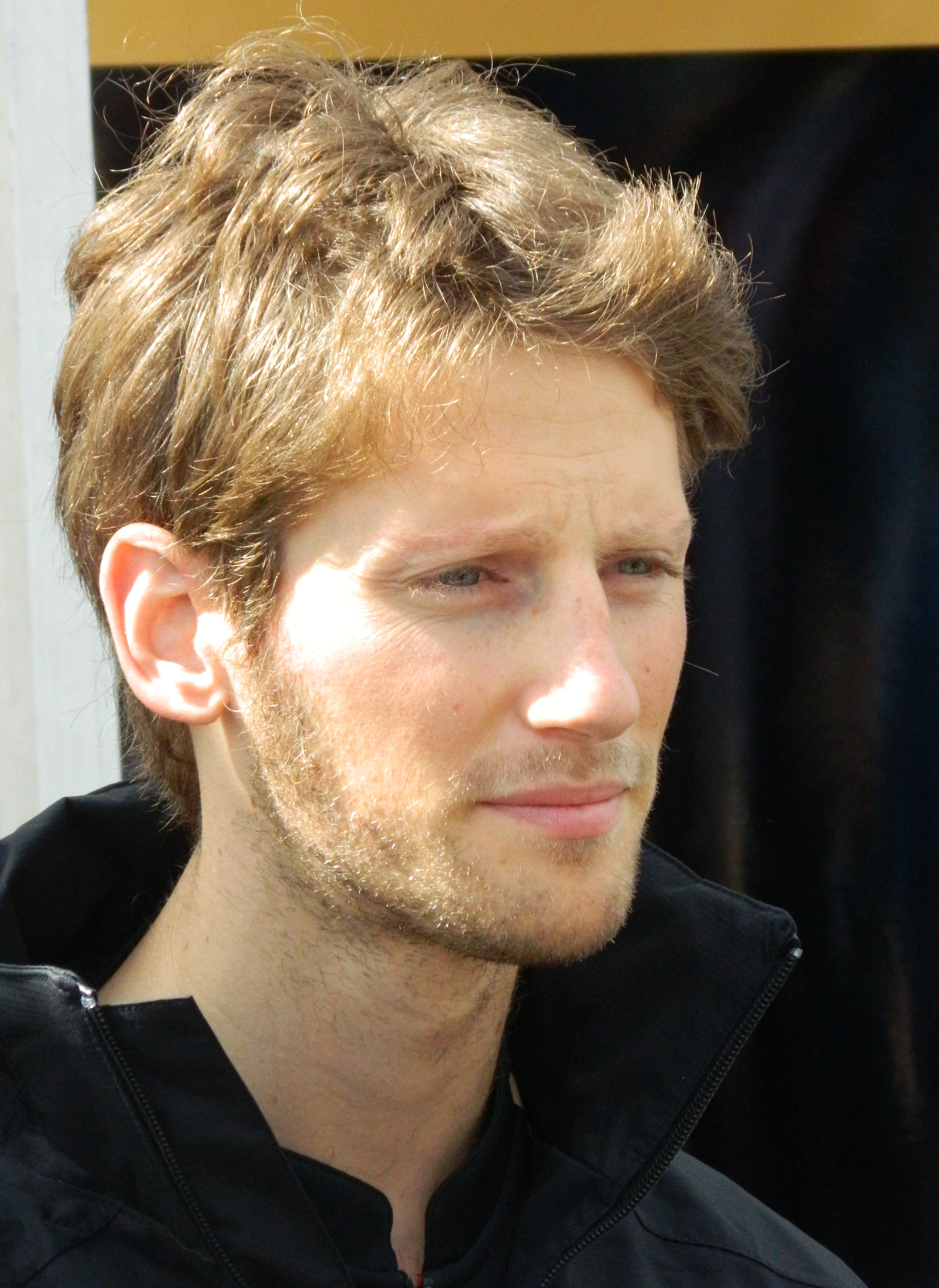
Grosjean causou grave acidente na largada.

A corrida teve início no horário previsto e debaixo de sol. Na largada,Maldonado largou antes da luz verde e Button manteve a liderança. Mais atrás, Grosjean, largando em terceiro e do lado esquerdo da pista, jogou o carro bruscamente para o lado direito e se tocou com Hamilton. Ambos perderam o controle de seus carros e Grosjean chocou-se com Pérez, que por sua vez se juntou aos outros dois pilotos em um choque contra os carros de Alonso e de Kobayashi. Dos cinco envolvidos no acidente, apenas Kobayashi permaneceu na corrida, ainda assim com o carro prejudicado pelos toques. Após a batida, houve preocupação já que Alonso permanecia dentro do carro e nenhum replay era exibido pela televisão. Após alguns instantes Alonso deixou o carro e queixou-se apenas de dor nas costas. O safety car foi acionado e permaneceu por quatro voltas na pista. Com o acidente, os dois carros da Red Bull e também os dois brasileiros, apareceram entre os dez primeiros colocados. Maldonado, que havia largado antes, abandonou a corrida logo após a relargada, em um toque contra o carro do alemão Glock. Button era o líder após a relargada seguido por Hulkenberg, Raikkonen, Schumacher, di Resta, Ricciardo, Vergne, Senna, Webber e Massa, que logo foi ultrapassado por Vettel.
Durante as primeiras voltas houve muitos duelos por posições. Cenário que só mudaria a partir da 12ª volta, quando começaram os pit stops. Raikkonen e Webber abriram os trabalhos, seguidos por Massa na volta seguinte. Só depois de duas voltas, na 15ª, Hulkenberg fez sua parada, seguido por Vergne na seguinte e Senna na volta 17. Schumacher, com pneus muito desgastados, parou apenas na volta 20 depois de uma disputa forte com Vettel na qual ele cruzou o caminho do adversário de forma perigosa, levando a uma investigação após a corrida. Button também parou no 20º giro e Vettel no 22º. Foram as únicas paradas dos dois.
A partir daí Vettel começou sua escalada rumo as primeiras posições enquanto Button mantinha-se na liderança. Vettel passou Massa na 25ª volta, e se aproveitou de novas paradas nos boxes de Webber e Hulkenberg para subir para a terceira posição. No 27º giro parou Raikkonen e com isso Vettel herdou o segundo lugar.
Na volta 30, de 44, Button era o primeiro colocado com Vettel em segundo, Schumacher em terceiro, Raikkonen em quarto, Hulkenberg em quinto, Massa em sexto, Senna em sétimo e Rosberg em oitavo. Schumacher, novamente com problemas de pneus, foi ultrapassado por Raikkonen e devolveu a ultrapassagem até perder novamente a posição em um mergulho de Raikkonen na curva Eau Rouge. Na sequência ele perdeu posição também para Hulkenberg e acabou parando nos boxes para trocar pneus.
Já em seu fim, a corrida viu seus participantes arriscarem mais algumas ultrapassagens, com Massa ganhando o quinto lugar de Webber e ajudando um pouco mais Alonso na disputa pelo campeonato. Também houve as investidas de Vergne, Ricciardo e Di Resta para cima de Senna, que era o oitavo colocado, porém ficou sem pneus. Faltando quatro voltas para o final ele parou nos boxes, mas já não pôde fazer nada além de realizar a melhor volta da corrida.
O piloto que menos apareceu na transmissão televisiva hoje foi justamente o vencedor Button, que ao dominar a corrida de uma ponta a outra acabou não disputando posições com ninguém. A vitória de Button o devolveu à sexta posição do campeonato de pilotos, passando a ter 101 pontos e estando a 63 do líder Alonso.

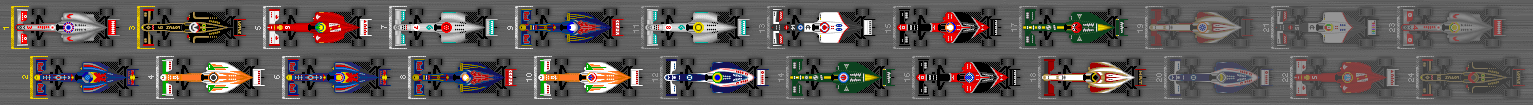
Resultado após 44 voltas

### Pós-corrida
Após a corrida, Grosjean, que causou acidente na largada, recebeu como punição uma suspensão da corrida seguinte por ter causado tal colisão e tirado outros três carros da prova. O venezuelano Maldonado recebeu punição dupla, ambas com perda de cinco posições na grelha: uma por ter largado antes da luz verde na prova e outra por ter causado uma batida com o carro do alemão Glock.

## Resultados

### Treino classificatório
| Pos                  | Nº | Piloto             | Equipe                  | Q1       | Q2       | Q3       | voltas |
| -------------------- | -- | ------------------ | ----------------------- | -------- | -------- | -------- | ------ |
| 1                    | 3  | Jenson Button      | McLaren-Mercedes        | 1:49.250 | 1:47.654 | 1:47.573 | 14     |
| 2                    | 14 | Kamui Kobayashi    | Sauber-Ferrari          | 1:49.686 | 1:48.569 | 1:47.871 | 18     |
| 3                    | 9  | Kimi Raikkonen     | Lotus-Renault           | 1:49.546 | 1:48.414 | 1:48.205 | 14     |
| 4                    | 15 | Sergio Pérez       | Sauber-Ferrari          | 1:49.642 | 1:47.980 | 1:48.219 | 16     |
| 5                    | 5  | Fernando Alonso    | Ferrari                 | 1:49.401 | 1:48.598 | 1:48.313 | 15     |
| 6                    | 18 | Pastor Maldonado1  | Williams-Renault        | 1:48.993 | 1:48.780 | 1:47.893 | 20     |
| 7                    | 4  | Lewis Hamilton     | McLaren-Mercedes        | 1:49.605 | 1:48.563 | 1:48.394 | 16     |
| 8                    | 10 | Romain Grosjean    | Lotus-Renault           | 1:50.126 | 1:48.714 | 1:48.538 | 18     |
| 9                    | 11 | Paul di Resta      | Force India-Mercedes    | 1:50.033 | 1:48.729 | 1:48.890 | 19     |
| 10                   | 1  | Sebastian Vettel   | Red Bull Racing-Renault | 1:49.722 | 1:48.792 |          | 12     |
| 11                   | 12 | Nico Hulkenberg    | Force India-Mercedes    | 1:49.362 | 1:48.855 |          | 13     |
| 12                   | 2  | Mark Webber2       | Red Bull Racing-Renault | 1:49.859 | 1:48.546 | 1:48.392 | 13     |
| 13                   | 7  | Michael Schumacher | Mercedes                | 1:49.742 | 1:49.081 |          | 14     |
| 14                   | 6  | Felipe Massa       | Ferrari                 | 1:49.588 | 1:49.147 |          | 13     |
| 15                   | 17 | Jean-Éric Vergne   | Toro Rosso-Ferrari      | 1:49.763 | 1:49.354 |          | 13     |
| 16                   | 16 | Daniel Ricciardo   | Toro Rosso-Ferrari      | 1:49.572 | 1:49.543 |          | 13     |
| 17                   | 19 | Bruno Senna        | Williams-Renault        | 1:49.958 | 1:50.088 |          | 15     |
| 18                   | 20 | Heikki Kovalainen  | Caterham-Renault        | 1:50.181 |          |          | 10     |
| 19                   | 21 | Vitaly Petrov      | Caterham-Renault        | 1:51.967 |          |          | 6      |
| 20                   | 24 | Timo Glock         | Marussia-Cosworth       | 1:52.336 |          |          | 8      |
| 21                   | 22 | Pedro de la Rosa   | Hispania-Cosworth       | 1:53.030 |          |          | 6      |
| 22                   | 25 | Charles Pic        | Marussia-Cosworth       | 1:53.030 |          |          | 6      |
| 23                   | 8  | Nico Rosberg2      | Mercedes                | 1:53.493 |          |          | 6      |
| 24                   | 23 | Narain Karthikeyan | Hispania-Cosworth       | 1:54.989 |          |          | 8      |
| 107% tempo: 1:56.622 |    |                    |                         |          |          |          |        |
| Fonte:               |    |                    |                         |          |          |          |        |

↑1  Maldonado foi punido com a perda de 3 posições no grid por bloquear Hulkenberg durante o classificatório
↑2 Webber e Rosberg foram punidos com a perda de 5 posições no grid por terem trocado a caixa de câmbio

### Corrida
| #      | Nº | Piloto             | Equipe                  | Voltas | Tempo          | Grid | Pontos |
| 1      | 3  | Jenson Button      | McLaren-Mercedes        | 44     | 1h29m08s530mil | 1    | 25     |
| 2      | 1  | Sebastian Vettel   | Red Bull Racing-Renault | 44     | +13.6s         | 10   | 18     |
| 3      | 9  | Kimi Räikkönen     | Lotus-Renault           | 44     | +25.3s         | 3    | 15     |
| 4      | 12 | Nico Hulkenberg    | Force India-Mercedes    | 44     | +27.8s         | 11   | 12     |
| 5      | 6  | Felipe Massa       | Ferrari                 | 44     | 29.8           | 14   | 10     |
| 6      | 2  | Mark Webber        | Red Bull Racing-Renault | 44     | +31.2s         | 12   | 8      |
| 7      | 7  | Michael Schumacher | Mercedes                | 44     | +53.3s         | 13   | 6      |
| 8      | 17 | Jean-Éric Vergne   | Toro Rosso-Ferrari      | 44     | +58.8s         | 15   | 4      |
| 9      | 16 | Daniel Ricciardo   | Toro Rosso-Ferrari      | 44     | +62.9s         | 16   | 2      |
| 10     | 11 | Paul di Resta      | Force India-Mercedes    | 44     | +63.7          | 9    | 1      |
| 11     | 8  | Nico Rosberg       | Mercedes                | 44     | +65.1s         | 23   |        |
| 12     | 19 | Bruno Senna        | Williams-Renault        | 44     | +71.5s         | 17   |        |
| 13     | 14 | Kamui Kobayashi    | Sauber-Ferrari          | 43     | +1 volta       | 2    |        |
| 14     | 21 | Vitaly Petrov      | Caterham-Renault        | 43     | +1 volta       | 19   |        |
| 15     | 24 | Timo Glock         | Marussia-Cosworth       | 43     | +1 volta       | 20   |        |
| 16     | 25 | Charles Pic        | Marussia-Cosworth       | 43     | +1 volta       | 22   |        |
| 17     | 20 | Heikki Kovalainen  | Caterham-Renault        | 43     | +1 volta       | 18   |        |
| 18     | 22 | Pedro de la Rosa   | Hispania-Cosworth       | 43     | +1 volta       | 21   |        |
| Ret    | 23 | Narain Karthikeyan | Hispania-Cosworth       | 29     | Acidente       | 24   |        |
| Ret    | 18 | Pastor Maldonado   | Williams-Renault        | 4      | Acidente       | 6    |        |
| Ret    | 15 | Sergio Pérez       | Sauber-Ferrari          | 0      | Acidente       | 4    |        |
| Ret    | 5  | Fernando Alonso    | Ferrari                 | 0      | Acidente       | 5    |        |
| Ret    | 4  | Lewis Hamilton     | McLaren-Mercedes        | 0      | Acidente       | 7    |        |
| Ret    | 10 | Romain Grosjean    | Lotus-Renault           | 0      | Acidente       | 8    |        |
| Fonte: |    |                    |                         |        |                |      |        |

## Tabela do campeonato após a corrida
Observe que somente as cinco primeiras posições estão incluídas na tabela.
|        | 1 | Fernando Alonso  | 164 |
| 1      | 2 | Sebastian Vettel | 140 |
| 1      | 3 | Mark Webber      | 132 |
| 1      | 4 | Kimi Räikkönen   | 131 |
| 1      | 5 | Lewis Hamilton   | 117 |
| Fonte: |   |                  |     |

|        | 1 | Red Bull-Renault | 272 |
|        | 2 | McLaren-Mercedes | 218 |
|        | 3 | Lotus-Renault    | 207 |
|        | 4 | Ferrari          | 199 |
|        | 5 | Mercedes         | 112 |
| Fonte: |   |                  |     |